# Mutsuhiro Watanabe

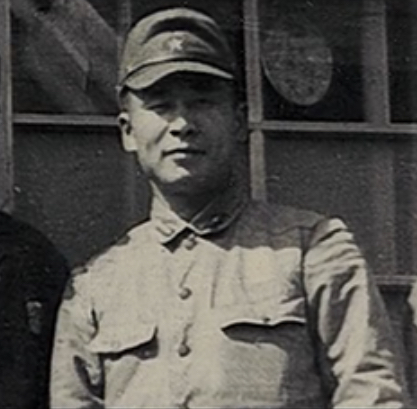
Mutsuhiro Watanabe

Mutsuhiro "De Vogel" Watanabe (Japans: 渡邊睦裕; 1 januari 1918 – 1 april 2003) was een sergeant in het Japans Keizerlijk Leger ten tijde van de Tweede Wereldoorlog, die diende in krijgsgevangenenkampen in Omori, Naoetsu (thans Joetsu) en Mitsushima (thans Hiraoka). De gevangenen in de kampen gaven Mutsuhiro de bijnaam "De Vogel" (waar de bijnaam vandaan kwam is onduidelijk).
Na de nederlaag van Japan classificeerden de Amerikaanse bezetters Watanabe als een oorlogscrimineel vanwege het mishandelen van de krijgsgevangenen. Hij mishandelde onder meer de Amerikaanse oorlogsheld en olympisch atleet Louis Zamperini. Hij wist echter zijn arrestatie te ontlopen en heeft nooit terechtgestaan.